# Alberto Tognoli
Alberto Tognoli (né le 26 juillet 1937 à Brescia ; mort le 3 mars 2008 à Rapallo) est un mathématicien italien spécialisé en géométrie algébrique réelle.

## Formation et carrière
Tognoli étudie à Pise (Laurea 1960) et il est professeur à l'Université de Trente.

## Travaux
Il est connu pour ses résultats sur les fonctions de Nash et les variétés de Nash (d'après John Nash). Il a prouvé une conjecture de Nash selon laquelle les variétés compactes lisses sont difféomorphes aux variétés algébriques réelles non singulières (théorème de Nash et Tognoli). 

## Prix et distinctions
En 1988, il reçoit le prix de mathématiques de l'Académie italienne des sciences et en 1974 le Prix Caccioppoli décerné par l’Union mathématique italienne.

## Publications
- Algebraic Geometry and Nash Functions, Institutiones Mathematicae, Academic Press 1978
- avec M. Galbiati (éd): Real analytic and algebraic geometry : proceedings of the conference held in Trento, Italy, October 3-7, 1988, Lecture Notes in Mathematics 1420, Springer Verlag 1990
- Singularities of Analytic Spaces, CIME, Rom: Cremonese 1975
- Introduzione alla teoria degli spazi analitici reali, Rom, Accademia dei Lincei 1976
- Approximation theorems and Nash conjecture, Memoires SMF, 38, 1974, 53-68, numdam
- Algebraic approximation of manifolds and spaces, Séminaire Bourbaki, n° 548, 1979/80, numdam.
- avec Alessandro Tancredi: (en) « On the products of Nash subvarieties by spheres », Proc. Amer. Math. Soc., vol. 134,‎ 2006, p. 983–987 (DOI 10.1090/S0002-9939-05-08246-8, MR 2196028).